# Olga Wornat
Olga Wornat (* 1959) ist eine argentinische Journalistin und Autorin. Sie verfasste Biografien über Carlos Menem und über Marta Sahagun de Fox, die Ehefrau von Vicente Fox.

## Werke
- Cronicas malditas. Desde un México desolado. Grijalbo, Mexico 2005, ISBN 968-5958-04-1.
- La jefa. Vida pública y privada de Marta Sahagun de Fox. Debolsillo, Mexico 2003, ISBN 968-5958-89-0.
- Menem. La vida privada. Editorial Planeta, Buenos Aires 1999, ISBN 950-49-0312-6.
- Nuestra Santa Madre. Historia pública y privada de la Iglesia Cathólica argentina. Grupo Zeta, Buenos Aires 2002, ISBN 950-15-2209-1.
- Reina Cristina. Vida pública y privada de la mujer más poderosa de la Argentina. Editorial Planeta, Buenos Aires 2005, ISBN 950-49-1406-3. Herausgegeben als Cristina, ISBN 9789504924876

| Personendaten    | Personendaten              |
| ---------------- | -------------------------- |
| NAME             | Wornat, Olga               |
| KURZBESCHREIBUNG | argentinische Journalistin |
| GEBURTSDATUM     | 1959                       |